# Червена книга на Република България
Червената книга на Република България е списък със застрашени, изчезващи и изчезнали биологични видове, живеещи на територията на България.
В България идеята за издаването на национална „Червена книга“ е на бележитият зоолог и природозащитник Николай Боев. Първото ѝ издание излиза в 2 тома – през 1984 г. първи том, посветен на растенията, а през 1985 г., втори том, посветен на животните. Преди това в света вече са издадени няколко подобни книги. Вече има второ издание на Червената книга на застрашените растителни и животински видове в България (информация към 2012 г.) Описаните в нея биологични видове са приоритетни за опазване в задължителния за България европейски проект Натура 2000.

## Организация на текста
До всяка илюстрация на животните в Червената книга има специален знак – лък със стрела, символизиращ състоянието на вида. За изчезналите видове той е черен, за застрашените – червен, а за редките – жълт. В Червената книга за животните са включени птици, бозайници, риби, влечуги и земноводни.
Второто издание на Червената книга се изготвя според новите по-прецизни критерии за оценка на застрашеността на видовете, изработени от Международния съюз за защита на природата (IUCN). Ръководителят на авторския екип е акад. Васил Големански, дългогодишен директор на бившия Института по зоология към БАН. В това издание намират място 285 вида животни, около 550 вида висши растения и 150 вида гъби, които получават различен статут – изчезнали, критично застрашени, уязвими и т.н. Второто издание на Червената книга на застрашената флора и фауна в България съдържа и трети том, посветен на застрашените местообитания – много важен фактор за оцеляването на видовете. При последните 50 – 60 г. в България са изчезнали около 30 вида растения и 16 вида животни. Освен това около 400 вида растения и 78 вида животни са застрашени от изчезване.

## Застрашени видове в България
България е на едно от първите места в Европа по разнообразие на животински видове. Местообитанията и естествената среда, необходими за съществуването на много от тях, са разположени в границите на трите национални парка „Пирин“, „Рила“, „Централен Балкан“ и съществуващите в страната резервати.
Новото издание на Червена книга на България включва три тома: том първи – растения и гъби, том втори – животни (гръбначни и безгръбначни /за първи път/)и том трети – местообитания.

### Птици
В България са установени 409 вида птици. Под защита са 327 от тях, а 140 са включени в Червената книга. Такива са черният щъркел, осоядът, скалният орел, ливадният дърдавец, горският бекас, гълъбът хралупар, белогърбият кълвач, черният кълвач, малкият креслив орел, соколът орко, големият ястреб, египетски лешояд, орел змияр, ловен сокол, белошипа ветрушка, червен ангъч и други. Девет вида птици са престанали да гнездят и са вписани в Червената книга като изчезнали. Пет от тях – розов пеликан, картал, сив жерав, средна бекасина и малка кукумявка вече не гнездят в страната. Други три вида – брадат лешояд, момин жерав и стрепет вече не гнездят в България, нито мигрират през нея.

### Бозайници
В Червената книга на България са вписани 19 бозайника, като златката, пъстрият пор, тюленът монах, кафявата мечка, видрата, дивата котка, някои видове прилепи и други. По принцип черноморският тюлен-монах се счита за изчезнал, макар че отделни екземпляри са били виждани за последен път през 1991 г. Изчезнала е и европейската норка.
През последните десетилетия са изчезнали и шест местни породи домашни животни – риломанастирска овца, местна клепоуха свиня, местна правоуха свиня, делиормански кон, камчийски кон и рилски кон. Породите домашни животни и сортовете културни растения са продукт на изкуствения (а не на естествения) отбор и не са обект на опазване от Световния съвет за защита на природата.
Според екологичната организация Сдружение „Балкани“, в началото на 21 век, в района на Берковица са се появили следи от рис, смятан за изчезнал от територията на България в продължение на един век. Предполага се, че те са от екземпляри, преминали през границата със Сърбия. Според сдружението е възможно повторното заселване на рисове да бъде застрашено от евентуалното изграждане на ски комплекс в подножието на връх Ком, който е изключен от първоначалния проект на Натура 2000 след натиск от местния бизнес.

### Земноводни и влечуги
В Червената книга са описани 2 земноводни (алпийски тритон и сирийска чесновница) и 13 влечуги. Защитени са вдлъбнаточел смок, смок мишкар, змиегущер, леопардов смок, шипоопашата костенурка, шипобедрена костенурка и други.

### Риби
В Червената книга са вписани 2 кръглоусти и 22 костни риби. Застрашени от изчезване са див шаран, кавказко попче, деветиглена бодливка, дунавска минога, михалца, волжка бяла риба, келерово попче, шип и други.

## Вижте още
- Списък на видовете в Червената книга на Република България